# Схилатубани
Схилатубани (груз. სხილათუბანი) — грузинский аборигенный технический (винный) сорт винограда, происходящий из Гурии, используемый для производства одноимённого полусладкого красного вина в Грузии.

## Основные характеристики
Листья средней величины, длиной 15,4—21,0 см, шириной 14,8—20,0 см; округлые или слегка овальные. Черешковая выемка закрытая, с узким или широко эллиптическим просветом, или лировидная. Лопасть выемки состоит из 3-х или 4-х нервов, в обоих случаях с острым дном. Верхние вырезки открытые и расположены в виде входящего угла, или закрытые, с узко эллиптическим просветом. Лист трехлопастный; встречаются также и цельные листья. Угол оконечной лопасти прямой, реже — тупой. Оконечные зубцы лопастей треугольные или узко-треугольные, и вытянуты в острие. Встречаются также зубцы треугольные, с выпуклыми сторонами и острой вершиной. Края листьев с зубчиками окрашены в желтовато-зеленый цвет.
Поверхность листа гладкая или сетчато-морщинистая, иногда мелкопузырчатая; по форме воронковидно-желобчатая или плоская. Пластинка листа покрыта снизу густым войлочным покровом. Отношение черешка длине среднего нерва 0,8—1,1; черешок голый или со следами волосков, виннокрасного цвета. 
Плодоносные побеги средней толщины. Длина междоузлий достигает до 15 см; междоузлия светлокоричневого цвета. Узлы окрашены темнее, чем междоузлия. Цветы обоеполые. Появление первых признаков созревания винограда наблюдается со второй половины августа; массовое созревание наступает в средних числах октября. Длина ножки грозди 3,5—4,5 см. Гроздь средней величины, длиной 10—14 см и шириной 7—12 см; число ягод на грозди достигает от 110 до 130 шт. Общая форма грозди цилиндрическая или цилиндрическо-коническая, иногда крылатая. Очень плотная. Средний вес грозди достигает 126,4 гр.
Длина ножки ягоды с полушечкой 5—7 мм, ножка зеленого цвета. Подушечка бородавчатая и узкоконическая. Ягода черная, средней величины, длиной 15 мм и шириной 14,2 мм; округлая или слегка овальная, посередине широкая и симметричная. Кожица почти тонкая. Мякоть более сочная и менее мясистая; вкус обыкновенный. Количество семян в ягоде 1—4 шт., чаще — 3. Длина семени — 6,5—7,2 мм, ширина — 3—3,5 мм. Халаза удлиненно-овальная; спинная сторона гладкая; длина клюва достигает 2—2,2 мм.

## Применение
Схилатубани — винный сорт; обильно урожайный. Дает довольно качественный материал для приготовления вин местного потребления. Виноград не сохраняется. До появления грибных заболеваний и филлоксеры «маглари» сорта Схилатубани встречался почти во всех селах средней и восточной Гурии, и местные жители приготовляли из него довольно качественные красные столовые вина. В настоящее время Схилатубани в виде «маглари» не встречается; «даблари» данного сорта, разведенные привитыми саженцами, имеются в Чохатаурском районе (сел. Горабережоули, Парцхма, Дабла-Цихе, Калагони).

## Синонимы
Схилтаубани, Схилатобани, Рцхилатубани, Рцхилатобани, Цхилатобани, Цхрилатобани.